# NGC 5744
NGC 5744 ist eine 13,4 mag helle spiralförmige Low Surface Brightness Galaxy mit ausgeprägten Emissionslinien vom Hubble-Typ Sab im Sternbild Waage. 
Sie wurde im Jahr 1886 von Ormond Stone entdeckt. Einige Kataloge listen für NGC 5744 einen alternativen Kandidaten auf (PGC 52612).